# キサントモナス属
キサントモナス属はキサントモナス科の基準属で、グラム陰性の極鞭毛を持ち運動性を有する非芽胞形成偏性好気性桿菌。基準種はキサントモナス・キャンペストリス。属名は黄色い個体を意味する。かつてはフィトモナスと呼ばれたこともある。
黒腐病や萎凋などの植物の病原菌として知られる。キサントモナジンという黄色の色素を生産し、属名の由来となっている。また、増粘剤として用いられるキサンタンガムを生産するため工業的に利用される。